# 雜食擬赤稍魚
雜食擬赤稍魚（学名：Tribolodon brandtii），又称雜食三齒雅羅魚(Tribolodon brandti)、三塊魚、滩头雅罗鱼（Leuciscus brandti），俗名灘頭魚。為輻鰭魚綱鯉形目雅羅魚科的其中一個種。但FishBase记其学名为 Pseudaspius brandtii。

## 分布
本魚分布於西北太平洋，包括俄羅斯國後島、擇捉島、庫頁島、日本富山縣以北的沿海及河川、韓國、中國黑龍江、圖們江、綏芬河等水系。

## 特徵
本魚體呈紡錘形。頭長，為吻長的2.7至3.6倍。吻尖，近圓錐形。吻皮突出於上頜前。口亞下位，弧形。背鰭居體中部，與腹鰭相對，背鰭與腹鰭各具3硬棘。幼魚背部為淺褐色，兩側銀白。產卵個體具鮮明的婚姻色，體側有兩條橘紅色帶紋，腹部為白色。體長可達50公分。

## 生態
本魚是唯一生活海中的雅羅魚科魚類（产卵在淡水）。僅在沿海和淡鹹水交界處生活，常生活于水的中、底層。如遇驚嚇則躍出水面。產卵時進行溯河回由，溯河最遠不超過250公里。產卵時的最適水溫10至17℃。在中國綏芬河每年4月中旬，河流解凍不久，第一批魚即溯河而上，這批魚群體數量多，但個體較小，體色鮮紅，稱之為「金灘頭」，第二批5月初溯河而上，個體稍大，但群體數量極少，體色較淺，謂之「銀灘頭」，第三批5月下旬溯河而上，數量多，個體大，是本魚的主要產卵群體，體色較暗，稱之為「黑灘頭」。仔魚在河灣肥育，到秋末降河入海。成於魚產卵後隨即返回海中。
雜食三齒雅羅魚在海中生活時以底棲無脊椎動物為食。在河流下游的食性非常複雜，包括無脊椎動物、蟹蝦、田螺、搖蚊幼蟲和蜉蝣、輪蟲、枝角類和橈足類以及藻類等為食。

## 學術、經濟價值
本魚是雅羅魚科魚類中唯一在海裡生長進行溯河產卵的魚類，在學術上有一定研究價值。數量豐，具商業性價值。